# 长叶蝴蝶草
长叶蝴蝶草（学名：Torenia asiatica）为玄参科蝴蝶草属下的一种一年生草本植物。該物種分布于云南、贵州、南亚和东南亚海拔1100-1800米间的沟边湿润处。

## 扩展阅读
- 維基物種上的相關：长叶蝴蝶草